# Municipio de Haycock
El municipio de Haycock (en inglés: Haycock Township) es un municipio ubicado en el condado de Bucks en el estado estadounidense de Pensilvania. En el año 2000 tenía una población de 2.191 habitantes y una densidad poblacional de 42.2 personas por km².

## Geografía
El municipio de Haycock se encuentra ubicado en las coordenadas 40°27′00″N 75°14′52″O / 40.45000, -75.24778.

## Demografía
Según la Oficina del Censo en 2000 los ingresos medios por hogar en la localidad eran de $61,061 y los ingresos medios por familia eran $66,326. Los hombres tenían unos ingresos medios de $43,929 frente a los $27,500 para las mujeres. La renta per cápita para la localidad era de $25,431. Alrededor del 4,3% de la población estaban por debajo del umbral de pobreza.